# Le Lonzac
Lonzac – miejscowość i gmina we Francji, w regionie Nowa Akwitania, w departamencie Corrèze.
Według danych na rok 1990 gminę zamieszkiwało 855 osób, a gęstość zaludnienia wynosiła 24 osoby/km² (wśród 747 gmin Limousin Lonzac plasuje się na 152. miejscu pod względem liczby ludności, natomiast pod względem powierzchni na miejscu 117.).